# Clásico costeño
El clásico costeño, también conocido como el clásico caribeño, es uno de los tradicionales encuentros futbolísticos de Colombia. Lo disputan Junior y Unión Magdalena. No obstante ello, las malas campañas  llevaron al Unión a permanecer trece años (Torneo Finalización 2005) en la segunda división, lo que ha alterado la continuidad del clásico, que revive con toda fuerza cada vez que los históricos rivales se vuelven a encontrar.
Desde 2008 se han enfrentado en Copa Colombia ya que este campeonato reúne a los equipos de las Categorías Primera A y Primera B.
Históricamente el encuentro tiene lugar en las plazas de: Barranquilla en el antiguo Estadio Municipal, posteriormente bautizado "Romelio Martínez" hasta la consolidación en 1986 del Estadio Metropolitano Roberto Melendez, actual sede de los partidos como local de Junior. En Santa Marta en el antiguo Estadio Eduardo Santos (Actualmente clausurado por considerarse insegura su estructura).
A partir de 2018, tras la inauguración del Estadio Sierra Nevada para los Juegos Bolivarianos de 2017, el Unión Magdalena hizo oficial el convenio con la alcaldía de Santa Marta para regresar a la ciudad a partir de la temporada 2018.
Hasta la fecha se han disputado en total 214 clásicos oficiales entre estos dos clubes, siendo 194 de ellos válidos por la Primera división del fútbol colombiano.
En 2019, con el anhelado ascenso del conjunto bananero, el clásico de la Costa, volvió a reeditarse. Se jugaron 4 enfrentamientos, dos de ellos se dieron en el primer semestre de la Liga Águila 2019, ambos con empate a 1 gol. En el segundo semestre, se dieron los dos partidos restantes: Uno con victoria para el Junior por 1-0 en el Metropolitano y un empate 1-1 en el Estadio Sierra Nevada. El Unión hizo una excelente campaña durante el primer semestre de 2019, pero no le fue suficiente para salvarse del descenso a la Categoría Primera B, a la cual retorno a partir de la temporada 2020.

## Estadios
| Junior de Barranquilla                 | Unión Magdalena                |
| -------------------------------------- | ------------------------------ |
| Estadio Metropolitano Roberto Meléndez | Estadio Sierra Nevada          |
| Capacidad: 50.000 espectadores         | Capacidad: 18.000 espectadores |
|                                        |                                |
| Barranquilla                           | Santa Marta                    |

## Historia

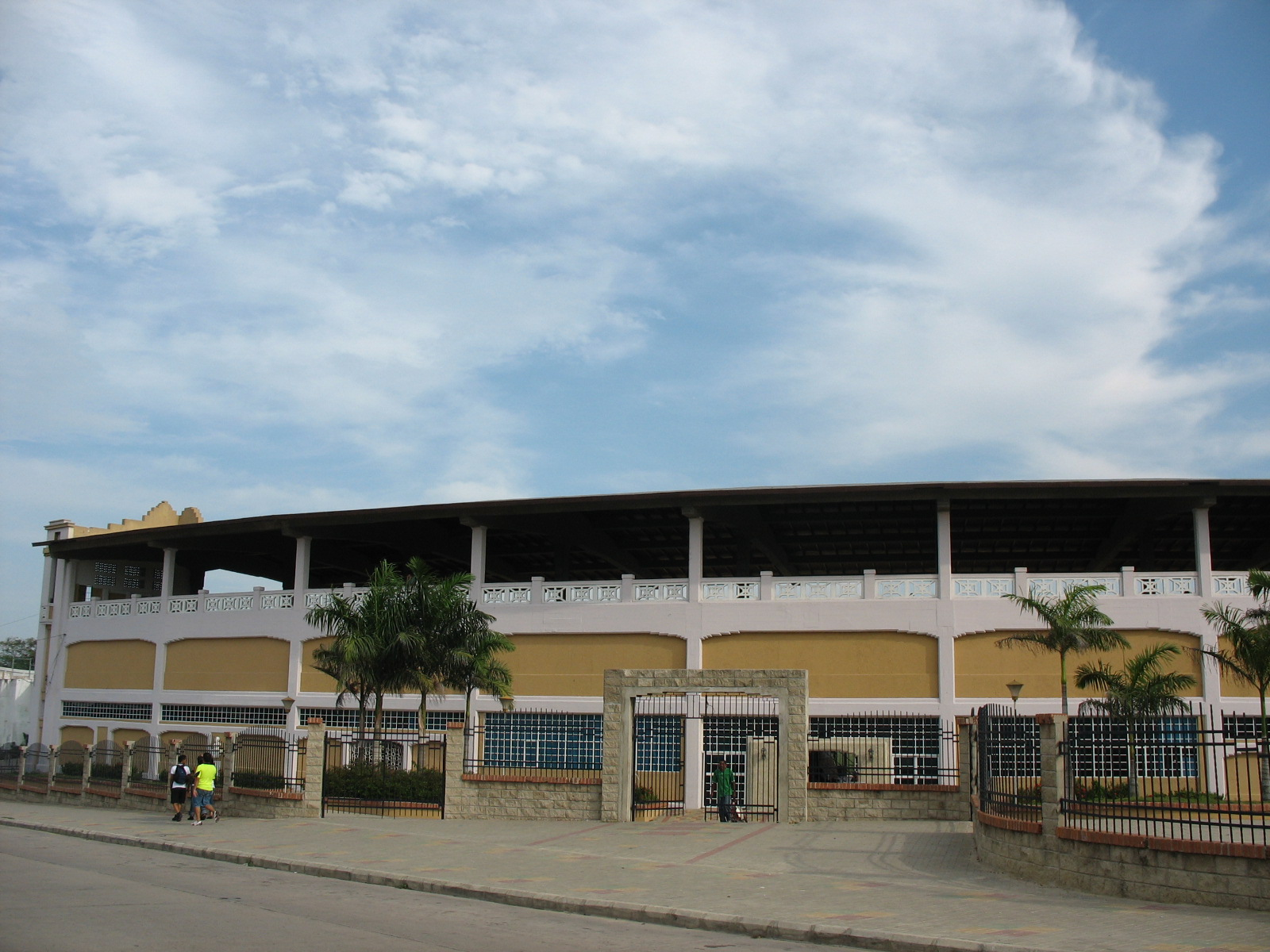
Estadio Romelio Martínez, escenario donde se inició el clásico costeño.

Estos dos clubes han sido rivales de antaño, disputan una encarnizada rivalidad futbolística. Barranquilleros y Samarios se han disputado la supremacía del fútbol en la región y el ser los pioneros y cuna del mismo en Colombia. Ha sido La rivalidad que por décadas desgarró miles de gargantas, ha hecho correr pintura de varios colores a cuesta de lágrimas sobre piel. La historia cuenta que el Unión Magdalena fue el primer equipo de la costa Caribe colombiana en ser campeón del fútbol colombiano, en la temporada de 1968. Mientras que el Atlético Junior, acostumbrado a suntuosas contrataciones no fue, sino hasta 1977 cuando lograría su primer título.
En palabras de Dulio Miranda, histórico defensa del Atlético Junior y campeón en dos ocasiones (1977 y 1980) con el cuadro barranquillero, recuerda clásicos con tribunas que no eran suficientes para albergar a los hinchas, quienes terminaban sobre vallas publicitarias y edificios aledaños al estadio Romelio Martínez.

### Cuadrangulares de (1979)
Junior, Unión Magdalena, Santa Fe y América disputarán el cuadrangular del balompié colombiano en 1979. Los samarios rompieron la ilusión de una segunda estrella juniorista al ganar (1-2) a los tiburones en el Estadio Romelio Martínez de Barranquilla, la noche del 5 de diciembre. Luego, el día 12 del mismo mes, los bananeros golearon (4-1) en el Estadio Eduardo Santos de Santa Marta. Aquella vez dieron un paso cumbre para disputar la final ante América de Cali.

### Copa Colombia (1989)
En una vibrante semifinal, el Unión Magdalena disputó la clasificación a la final con su clásico rival, el Atlético Junior. En dos vibrantes encuentros, el Ciclón venció a los Tiburones (1-0) en el estadio Eduardo Santos de Santa Marta y lo goleó (0-3) en el estadio Metropolitano Roberto Meléndez de Barranquilla.

### Junior, camino al título
El 13 de mayo de 1995 Junior buscaba su cuarta estrella (Se coronaba campeón el que más puntos acumulara en la tabla; no había liguilla). Aquel día se jugó la fecha 21 y los entonces dirigidos por Carlos Piscis Restrepo golearon 3-0 al Unión Magdalena en Santa Marta. Iván René Valenciano, Francisco Cassiani y Góber Briasco se encargaron de sacudir las redes. Aquel triunfo fue vital en las aspiraciones de Junior, que en el mencionado certamen fue campeón.

### Con estadio lleno
Sorprendidos se sintieron muchos junioristas jóvenes al ver el Metropolitano lleno para un clásico entre su equipo y Unión. Ocurrió el 22 de marzo de 2003. Los locales, bajo el mando de Dragan Miranovic ganaron 2-1 con tantos de Eudalio Arriaga. Por el cuadro azul y rojo marcó de penal Iván René Valenciano, quien durante esos días era ídolo de los samarios junto al también ex tiburón Víctor Danilo Pacheco.
Contexto Cultural del clásico.
A diferencia de los clásicos de otras regiones del país, este no pone en juego la supremacía en una ciudad, pues cada equipo tiene su propia ciudad, los rojiblancos defienden su histórica supremacía en la región, frente al ciclón, que desde una posición más humilde, trata de hacer frente a todo el poderío de su rival. 
Aunque en repercusión regional Junior es el equipo de la costa, ya que tiene hinchada en todas sus ciudades y pueblos, el Unión Magdalena es un equipo de mucha tradición en Santa Marta, donde concentra el grueso de su hinchada, claro está, sin dejar de reconocer que la hinchada del equipo barranquillero es la más numerosa de la ciudad. 
Mientras Junior es un equipo que divide, mientras su región lo ama, el resto del país le ha tenido siempre un desprecio marcado por el regionalismo social de país, todo esto también por las rivalidades que guarda con varios equipos grandes de Colombia, pues los rojiblancos siempre tiene la obligación de ser campeón. Unión se puede decir no genera tanta polémica, es un equipo más humilde, no guarda tantas aspiraciones, eso si, sus hinchas sueñan siempre con rememorar aquella lejana estrella del '68.
La hinchada del Junior es más exigente, más hostil, más apasionada, y siempre pensando en que su equipo debe ganar forzosamente títulos, la hinchada del Ciclón por su parte es más sufrida, más tranquila, guardando su tradición samaria del buen fútbol, acompañando a su equipo así no ganen títulos, aunque el rival de toda la vida cada vez abra más la brecha entre uno de los clásicos más desiguales del fútbol colombiano. 

## Decadencia del Clásico

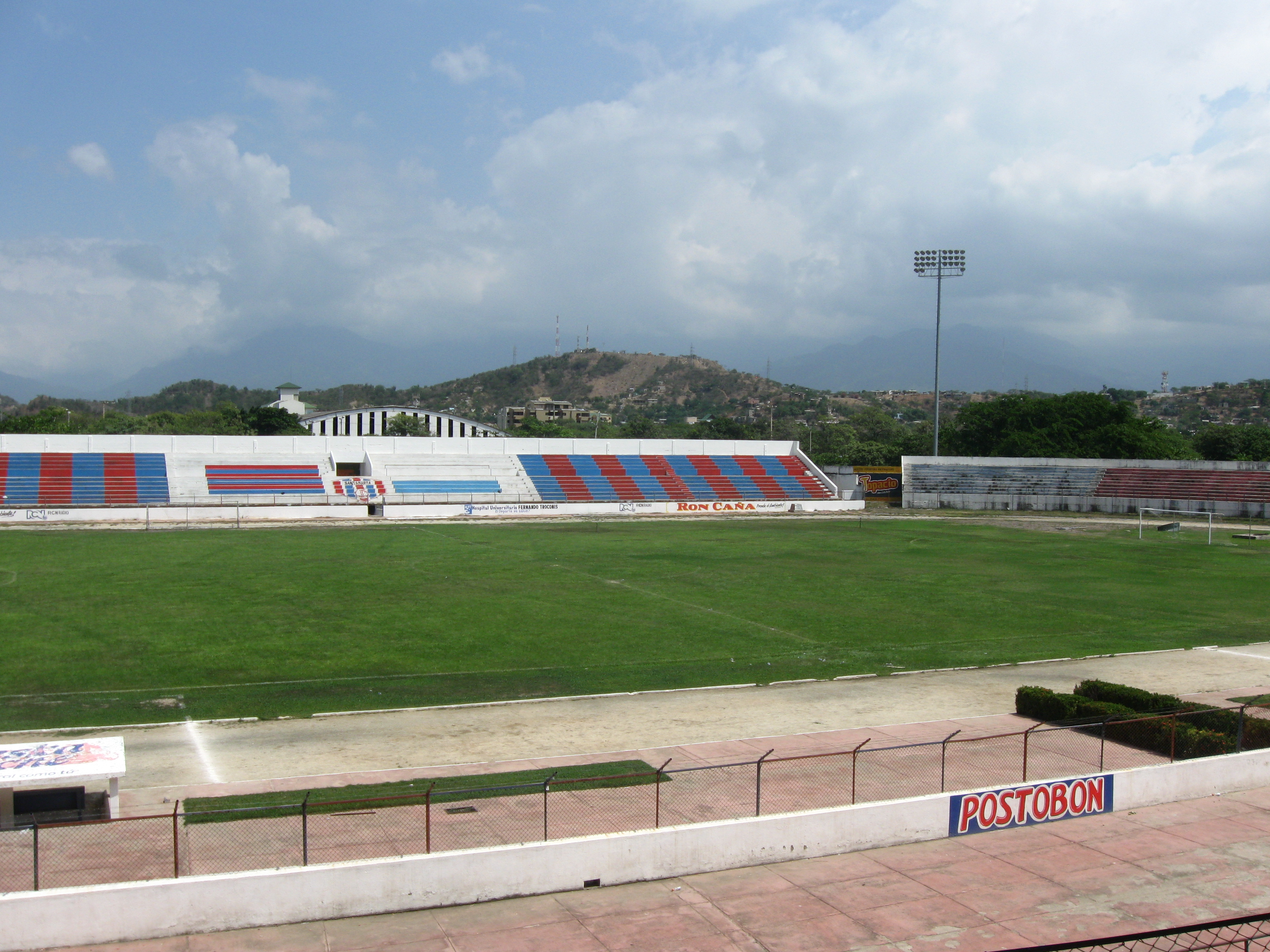
Estadio Eduardo Santos, actualmente clausurado debido a fallas en su estructura.

Junior y Unión Magdalena se han enfrentado en muchas ocasiones. Miles de anécdotas rodean los encuentros e incontables recuerdos perduran, al ser uno de los clásicos que jamás será olvidado. No obstante, este partido ha declinado en importancia debido al descenso de la escuadra 'samaria' que completó 13 años en la segunda división hasta su ascenso en el año 2018.

“Creo que el clásico fue perdiendo fuerza por dos razones. La primera, es la configuración de los calendarios. En lugar de jugar dos partidos en el año, Junior - Unión comenzó a repetirse mucho. Otro detalle que incide, es que estos equipos ya no están conformados por bases locales. En Junior los barranquilleros no son mayoría y en Unión tampoco predominan los samarios”.
Dulio Miranda ex-zaguero de Junior.

## Datos
- Mayor victoria de Junior en Primera A: 7-1, el 9 de septiembre de 2023.
- Mayor victoria de Junior en la Copa Colombia: 4-0, el 12 de julio de 2014.
- Mayor victoria de Unión Magdalena en Primera A: 5-2, el 21 de octubre de 1998.

## Clásicos más recientes en laCategoría Primera AyCopa Colombia
| Número | Fecha                    | Torneo                           | Equipo local    | Resultado     | Equipo visitante |
| ------ | ------------------------ | -------------------------------- | --------------- | ------------- | ---------------- |
| 1      | 28 de mayo de 1989       | Copa Colombia                    | Unión Magdalena | 0 - 2         | Junior           |
| 2      | 30 de mayo de 1989       | Copa Colombia                    | Junior          | 5 - 0         | Unión Magdalena  |
| 3      | 23 de junio de 1989      | Copa Colombia (semifinal-ida)    | Unión Magdalena | 1 - 0         | Junior           |
| 4      | 25 de junio de 1989      | Copa Colombia (semifinal-vuelta) | Junior          | 0 - 3         | Unión Magdalena  |
| 131    | 23 de marzo de 1994      | Campeonato colombiano            | Junior          | 2 - 0         | Unión Magdalena  |
| 132    | 13 de abril de 1994      | Campeonato colombiano            | Unión Magdalena | 3 - 0         | Junior           |
| 133    | 21 de agosto de 1994     | Campeonato colombiano            | Unión Magdalena | 1 - 1         | Junior           |
| 134    | 26 de octubre de 1994    | Campeonato colombiano            | Junior          | 2 - 2         | Unión Magdalena  |
| 135    | 19 de marzo de 1995      | Campeonato colombiano            | Junior          | 2 - 0         | Unión Magdalena  |
| 136    | 13 de mayo de 1995       | Campeonato colombiano            | Unión Magdalena | 0 - 3         | Junior           |
| 137    | 10 de octubre de 1995    | Campeonato colombiano            | Unión Magdalena | 2 - 0         | Junior           |
| 138    | 3 de diciembre de 1995   | Campeonato colombiano            | Junior          | 1 - 1         | Unión Magdalena  |
| 139    | 10 de diciembre de 1995  | Campeonato colombiano            | Junior          | 1 - 0         | Unión Magdalena  |
| 140    | 17 de diciembre de 1995  | Campeonato colombiano            | Unión Magdalena | 1 - 0         | Junior           |
| 141    | 28 de enero de 1996      | Campeonato colombiano            | Unión Magdalena | 1 - 1         | Junior           |
| 142    | 24 de marzo de 1996      | Campeonato colombiano            | Junior          | 1 - 2         | Unión Magdalena  |
| 143    | 8 de septiembre de 1996  | Campeonato colombiano            | Junior          | 1 - 0         | Unión Magdalena  |
| 144    | 17 de noviembre de 1996  | Campeonato colombiano            | Unión Magdalena | 3 - 0         | Junior           |
| 145    | 8 de diciembre de 1996   | Campeonato colombiano            | Unión Magdalena | 1 - 0         | Junior           |
| 146    | 9 de febrero de 1997     | Campeonato colombiano            | Junior          | 1 - 1         | Unión Magdalena  |
| 147    | 16 de octubre de 1997    | Campeonato colombiano            | Unión Magdalena | 0 - 1         | Junior           |
| 148    | 8 de noviembre de 1997   | Campeonato colombiano            | Junior          | 2 - 0         | Unión Magdalena  |
| 149    | 1 de febrero de 1998     | Campeonato colombiano            | Unión Magdalena | 2 - 2         | Junior           |
| 150    | 3 de mayo de 1998        | Campeonato colombiano            | Junior          | 2 - 1         | Unión Magdalena  |
| 151    | 24 de mayo de 1998       | Campeonato colombiano            | Unión Magdalena | 4 - 6         | Junior           |
| 152    | 22 de julio de 1998      | Campeonato colombiano            | Junior          | 4 - 1         | Unión Magdalena  |
| 153    | 21 de octubre de 1998    | Campeonato colombiano            | Unión Magdalena | 5 - 2         | Junior           |
| 154    | 15 de noviembre de 1998  | Campeonato colombiano            | Junior          | 2 - 2         | Unión Magdalena  |
| 155    | 7 de febrero de 1999     | Campeonato colombiano            | Unión Magdalena | 1 - 1         | Junior           |
| 156    | 7 de marzo de 1999       | Campeonato colombiano            | Junior          | 2 - 0         | Unión Magdalena  |
| 157    | 16 de mayo de 1999       | Campeonato colombiano            | Junior          | 3 - 2         | Unión Magdalena  |
| 158    | 20 de julio de 1999      | Campeonato colombiano            | Junior          | 2 - 2         | Unión Magdalena  |
| 159    | 24 de octubre de 1999    | Campeonato colombiano            | Unión Magdalena | 2 - 2         | Junior           |
| 160    | 14 de noviembre de 1999  | Campeonato colombiano            | Unión Magdalena | 1 - 0         | Junior           |
| 161    | 17 de febrero de 2002    | Torneo Apertura                  | Unión Magdalena | 2 - 1         | Junior           |
| 162    | 3 de marzo de 2002       | Torneo Apertura                  | Junior          | 2 - 2         | Unión Magdalena  |
| 163    | 28 de julio de 2002      | Torneo Finalización              | Junior          | 3 - 0         | Unión Magdalena  |
| 164    | 11 de agosto de 2002     | Torneo Finalización              | Unión Magdalena | 2 - 0         | Junior           |
| 165    | 23 de marzo de 2003      | Torneo Apertura                  | Junior          | 2 - 1         | Unión Magdalena  |
| 166    | 30 de marzo de 2003      | Torneo Apertura                  | Unión Magdalena | 1 - 1         | Junior           |
| 167    | 14 de septiembre de 2003 | Torneo Finalización              | Unión Magdalena | 3 - 1         | Junior           |
| 168    | 20 de septiembre de 2003 | Torneo Finalización              | Junior          | 2 - 0         | Unión Magdalena  |
| 169    | 11 de marzo de 2004      | Torneo Apertura                  | Unión Magdalena | 0 - 0         | Junior           |
| 170    | 21 de marzo de 2004      | Torneo Apertura                  | Junior          | 2 - 1         | Unión Magdalena  |
| 171    | 1 de septiembre de 2004  | Torneo Finalización              | Junior          | 3 - 0         | Unión Magdalena  |
| 172    | 15 de septiembre de 2004 | Torneo Finalización              | Unión Magdalena | 1 - 2         | Junior           |
| 173    | 9 de marzo de 2005       | Torneo Apertura                  | Unión Magdalena | 1 - 0         | Junior           |
| 174    | 20 de marzo de 2005      | Torneo Apertura                  | Junior          | 0 - 1         | Unión Magdalena  |
| 175    | 10 de julio de 2005      | Torneo Finalización              | Unión Magdalena | 1 - 2         | Junior           |
| 176    | 28 de agosto de 2005     | Torneo Finalización              | Junior          | 2 - 1         | Unión Magdalena  |
| 5      | 9 de abril de 2008       | Copa Colombia                    | Unión Magdalena | 1 - 1         | Junior           |
| 6      | 30 de julio de 2008      | Copa Colombia                    | Junior          | 1 - 2         | Unión Magdalena  |
| 7      | 4 de marzo de 2009       | Copa Colombia                    | Junior          | 2 - 0         | Unión Magdalena  |
| 8      | 20 de mayo de 2009       | Copa Colombia                    | Unión Magdalena | 1 - 2         | Junior           |
| 9      | 16 de marzo de 2010      | Copa Colombia                    | Unión Magdalena | 1 - 1         | Junior           |
| 10     | 21 de julio de 2010      | Copa Colombia                    | Junior          | 2 - 1         | Unión Magdalena  |
| 11     | 23 de marzo de 2011      | Copa Colombia                    | Unión Magdalena | 0 - 0         | Junior           |
| 12     | 22 de junio de 2011      | Copa Colombia                    | Junior          | 3 - 0         | Unión Magdalena  |
| 13     | 11 de abril de 2012      | Copa Colombia                    | Junior          | 4 - 2         | Unión Magdalena  |
| 14     | 20 de junio de 2012      | Copa Colombia                    | Unión Magdalena | 1 - 1         | Junior           |
| 15     | 10 de abril de 2013      | Copa Colombia                    | Junior          | 1 - 1         | Unión Magdalena  |
| 16     | 29 de mayo de 2013       | Copa Colombia                    | Unión Magdalena | 1 - 1         | Junior           |
| 17     | 12 de julio de 2014      | Copa Colombia                    | Unión Magdalena | 0 - 4         | Junior           |
| 18     | 30 de julio de 2014      | Copa Colombia                    | Junior          | 1 - 1         | Unión Magdalena  |
| 177    | 17 de marzo de 2019      | Torneo Apertura                  | Unión Magdalena | 1 - 1         | Junior           |
| 178    | 27 de marzo de 2019      | Torneo Apertura                  | Junior          | 1 - 1         | Unión Magdalena  |
| 179    | 7 de septiembre de 2019  | Torneo Finalización              | Junior          | 1 - 0         | Unión Magdalena  |
| 180    | 30 de septiembre de 2019 | Torneo Finalización              | Unión Magdalena | 1 - 1         | Junior           |
| 181    | 5 de marzo de 2022       | Torneo Apertura                  | Junior          | 3 - 1         | Unión Magdalena  |
| 182    | 23 de abril de 2022      | Torneo Apertura                  | Unión Magdalena | 0 - 3         | Junior           |
| 19     | 24 de agosto de 2022     | Copa Colombia (semifinal-ida)    | Junior          | 0 - 1         | Unión Magdalena  |
| 183    | 4 de septiembre de 2022  | Torneo Finalización              | Unión Magdalena | 2 - 1         | Junior           |
| 20     | 14 de septiembre de 2022 | Copa Colombia (semifinal-vuelta) | Unión Magdalena | 0 - 1 (3-5p.) | Junior           |
| 184    | 12 de octubre de 2022    | Torneo Finalización              | Junior          | 1 - 1         | Unión Magdalena  |
| 185    | 9 de febrero de 2023     | Torneo Apertura                  | Junior          | 0 - 0         | Unión Magdalena  |
| 186    | 26 de marzo de 2023      | Torneo Apertura                  | Unión Magdalena | 2 - 2         | Junior           |
| 187    | 5 de agosto de 2023      | Torneo Finalización              | Unión Magdalena | 0 - 0         | Junior           |
| 188    | 9 de septiembre de 2023  | Torneo Finalización              | Junior          | 7 - 1         | Unión Magdalena  |
| 189    | 8 de febrero de 2025     | Torneo Apertura                  | Unión Magdalena | 0 - 0         | Junior           |
| 190    | 26 de marzo de 2025      | Torneo Apertura                  | Junior          | 2 - 1         | Unión Magdalena  |
| 191    | 23 de julio de 2025      | Torneo Finalización              | Junior          | 4 - 1         | Unión Magdalena  |
| 192    | 6 de septiembre de 2025  | Torneo Finalización              | Unión Magdalena | -             | Junior           |

## Historial
Hasta el 23 de julio de 2025, se han disputado oficialmente un total de 215 encuentros, de ellos 195 fueron en la Categoría Primera A; con 87 victorias de Junior, 50 de Unión Magdalena y 58 empates con 283 goles del tiburón contra 210 goles del ciclón.
El historial completo es el siguiente:
| Competición         | P.J. | Ganó JUN | P.E. | Ganó UMA | G. JUN | G. UMA |
| ------------------- | ---- | -------- | ---- | -------- | ------ | ------ |
| Categoría Primera A | 195  | 87       | 58   | 50       | 283    | 210    |
| Copa Colombia       | 20   | 9        | 7    | 4        | 32     | 17     |
| TOTALES             | 215  | 96       | 65   | 54       | 315    | 227    |

## Clásicos en el futbol Femenino
Desde la creación de la Liga Profesional Femenina solo en 2 oportunidades han coincidido ambos equipos, esto se debe a que ambos equipos se han ausentado de algunas temporadas de la liga y solo coincidieron en 2018, en gran parte se destaca que Unión Magdalena no ha participado de ninguna edición de la liga Femenina desde 2018.
| Número | Fecha              | Torneo        | Equipo local    | Resultado | Equipo visitante |
| ------ | ------------------ | ------------- | --------------- | --------- | ---------------- |
| 1      | 3 de marzo de 2018 | Liga Femenina | Junior          | 2 - 1     | Unión Magdalena  |
| 2      | 6 de mayo de 2018  | Liga Femenina | Unión Magdalena | 1 - 0     | Junior           |

## Palmarés
A continuación se listan la cantidad de torneos oficiales de ambos equipos:
| Equipos         | Títulos nacionales | Títulos nacionales | Títulos nacionales | Total |   |    |
| --------------- | ------------------ | ------------------ | ------------------ | ----- | - | -- |
| Equipos         | Junior             | 10                 | 2                  | Total | 2 | 14 |
| Unión Magdalena | 1                  | -                  | -                  | 1     |   |    |